# Lokomotiva V 180 (DR)
Řada V 180 DR (od roku 1970 přeznačená na ř. 118, u Deutsche Bahn♀4DB jako ř. 228) byla největší motorovou lokomotivou vyráběnou v Německé demokratické republice. Byla vyráběna v lokomotivce VEB Lokomotivbau „Karl Marx“, dříve Orenstein & Koppel, v Postupimi – Babelsbergu. Německé říšské dráhy (DR) chtěly touto lokomotivou především nahradit parní lokomotivy.

## Vznik a vývoj

### Prototypy
V polovině 50. let 20. století se vedoucí pracovníci východoněmeckého průmyslu kolejových vozidel a východoněmeckých drah začali zabývat myšlenkou možnosti náhrady některých řad parních lokomotiv dieselovou trakcí. Jelikož nebylo jasné, kdy zařadí dráhy do svých plánů obměnu lokomotivního parku, rozhodli se pracovníci průmyslu pro vývoj takové lokomotivy pro export. Mělo se jednat o dvě dvoumotorové čtyřnápravové lokomotivy s výkonem 2× 800, resp. 2× 1000 HP s hydrodynamickým přenosem výkonu. Západoněmecká řada V 200, jejíž prototyp byl představen v roce 1953, ukázala, že taková lokomotiva nemusí vážit více než 80 t.
V druhém pětiletém plánu (1955–1960) nastal zásadní obrat. Deutsche Reichsbahn měly v následujících 4 letech obdržet 400 lokomotiv pro posunovací a traťovou službu. V rámci tohoto plánu měly v roce 1957 obdržet první lokomotivu o výkonu 1800 HP a o rok později první o výkonu 2400 HP.
Zatímco v Lokomotivce Karla Marxe v Babelsbergu stále pokračovala produkce parních lokomotiv řad 23.10 a 50.40, souběžně s započaly práce na výrobě motorových lokomotiv. První motorové lokomotivy zde spatřily světlo světa až v roce 1959 – jednalo se o malou lokomotivu řady V 15, spojnicovou posunovací lokomotivu řady V 60 a dvouagregátovou skříňovou lokomotivu řady V 180. Zatímco u řady V 60 byl použit 12válcový rychloběžný nepřeplňovaný motor z produkce VEB Motorenwerk Johannistal o výkonu 650 HP, u V 180 byl použit tentýž motor v přeplňované verzi s výkonem 900 HP. Stejně jako u V 200 byl použit hydrodynamický přenos výkonu, ačkoliv převodovky bylo nutné zprvu dovážet z kapitalistické ciziny.
Lokomotiva V 180.001 byla dokončena 31. prosince 1959 a 11. ledna následujícího roku započaly zkoušky. Lokomotiva svým výkonem zhruba odpovídala zmíněným řadám 23.10 a 50.40, byla tedy vhodná pro osobní vlaky, lehčí rychlíky a středně těžké nákladní vlaky. Jako s náhradou za řadu 01 s ní ovšem počítat nešlo, pro tento úkol byla plánovaná lokomotiva o výkonu 2400 HP.
Na počátku zkoušek se projevily především dva zásadní nedostatky – překročení nápravového tlaku (21 t, DR požadovaly 18 t) a neklidný chod. Zatímco s hmotností nebylo prakticky možné nic udělat, druhý prototyp V 180.002 dokončený v listopadu 1960 byl již osazen podvozky s vypružením pryžokovovými prvky, které se staly pro tuto řadu typické. Oba prototypy se navíc odlišovaly svým vzhledem s třemi čelními okny a více zaobleným čelem a zejména absencí vytápěcího generátoru od dalších strojů. Tyto dvě lokomotivy nebyly převzaty DR a později byly sešrotovány.
Následovaly další dva prototypy, ale ani u nich se nepodařilo snížit celkovou hmotnost lokomotivy na požadovaných 72 t. Proto bylo rozhodnuto o vývoji šestinápravové verze, kde by předpokládaný nápravový tlak kolem 16 t vyhověl i na vedlejších tratích.

### Sériová výroba

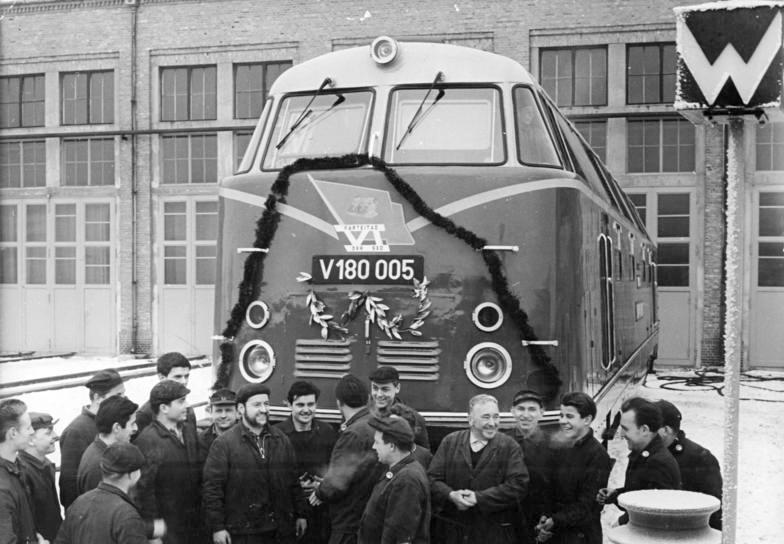
Slavnostní předání V 180 005

Sériová výroba řady V 180 započala v roce 1963. Od 26. května téhož roku bylo prvních pět lokomotiv v ceně 1,6 milionu marek za kus nasazeno do vozby osobních vlaků na berlínském vnějším okruhu. Tyto vlaky byly lidově nazývané Sputnik. Do konce roku bylo vyrobeno ještě dalších 10 kusů, které byly nasazeny i do nákladní dopravy.
Brzy přišlo i nasazení do rychlíkové dopravy. Od 28. února 1964 byla řada V 180 nasazena na Ex 21/22 Berlín – Warnemünde, další stroje následovaly v relacích Berlín – Drážďany a Berlín – Erfurt. Zpočátku jezdily jako přípřežní k parním lokomotivám pro případ poruchy, avšak u dvouagregátového provedení došlo k totálnímu kolapsu jen zcela výjimečně, jeden agregát stačil minimálně na dojetí do nejbližší stanice.
Počátky provozu se neobešly zcela bez problémů – k obvyklým závadám patřily nejrůznější netěsnosti, závady v elektroinstalaci a poruchy chlazení. Mnohem více nevole vzbuzovala vysoká hladina hluku na stanovištích, a to dokonce u prvních strojů neměly motory tlumiče výfuku. Další problémy přineslo u strojů V 180.020 a 021 osazení hydrodynamickým měničovým soustrojím domácí produkce. Po této zkušenosti byly lokomotivy nadále osazovány měniči Voith, a to až do roku 1968, kdy byl dodán stroj V 180 298.

### Šestinápravové provedení

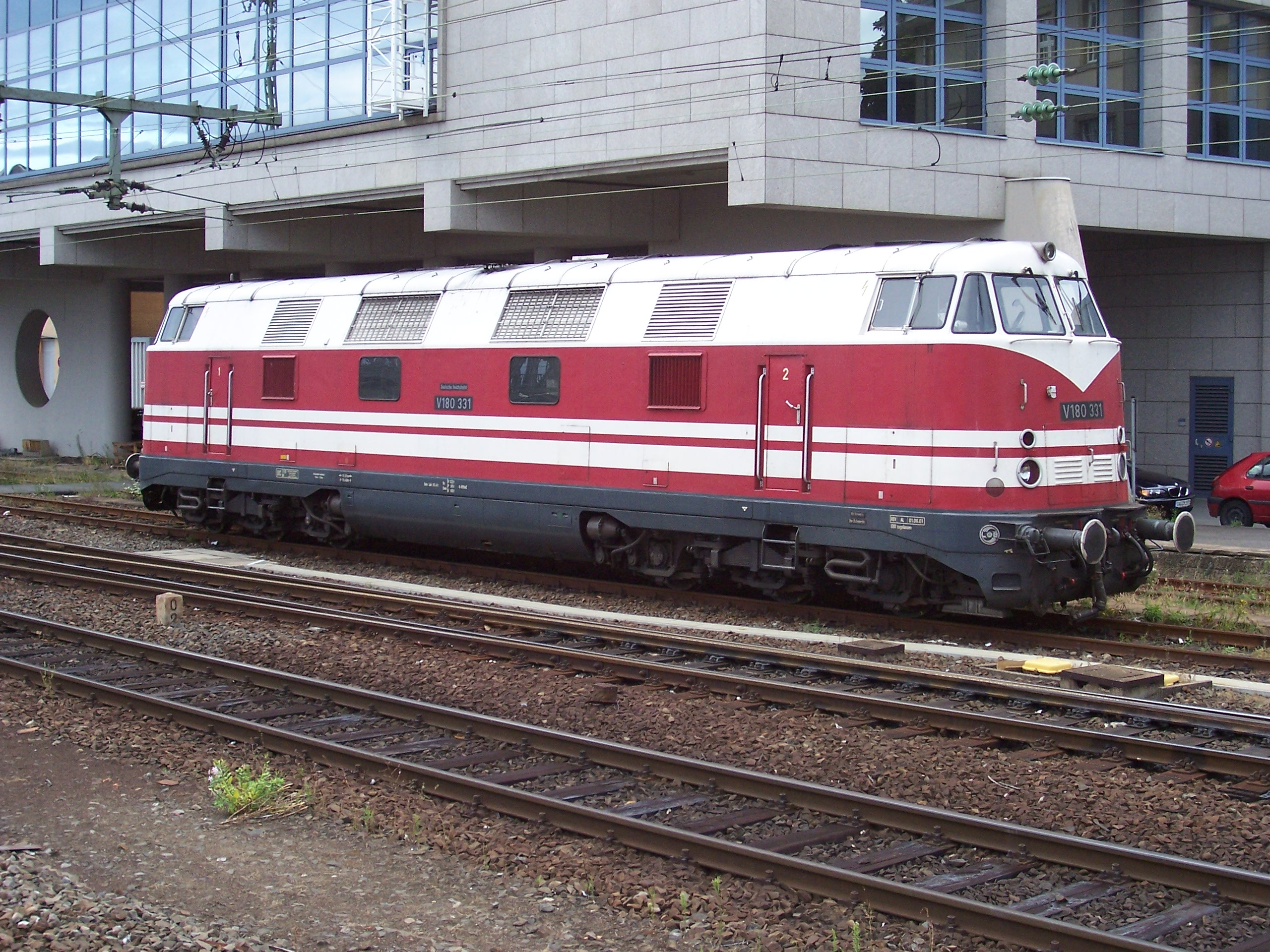
Šestinápravová 118.331

Šestinápravová verze byla prvně představena na lipském veletrhu na jaře 1964. Lokomotiva se od čtyřnápravového provedení lišila prakticky pouze podvozky, které byly zcela odlišné, bez pryžokovových prvků ve vypružení. Lokomotiva označená V 180.201 vážila 93,6 t, což představovalo 16,3 t nápravového tlaku. To umožňovalo její nasazení prakticky na všech tratích. Sériová produkce se rozběhla v roce 1966.

### Největší rozsah provozu
Do roku 1965 bylo vyrobeno celkem 87 čtyřnápravových lokomotiv, včetně všech prototypů, a lokomotiva V 180.201 s motory o výkonu 900 HP. U dalších strojů byl výkon motorů zvýšen na 1000 HP, produkce pokračovala 82 čtyřnápravovými lokomotivami řady V 180.1 a 205 šestinápravovými řad V 180.2–4, a to včetně devíti strojů pro rafinérie Buna a Leuna se změněným převodem pro maximální rychlost 85 km/h.
DR začaly postupně tyto lokomotivy nasazovat i na těžké rychlíky, tedy na výkony, pro které nebyly původně určeny. Lze zmínit například Balt-Orient Expres mezi Berlínem a Bad Schandau nebo Děčínem. To mělo za následek zvýšené opotřebení a poruchy motorů i měničových soustrojí. Přesto se lokomotivy osvědčily prakticky na všech výkonech, nakonec až do roku 1975, kdy začaly ze Sovětského svazu přicházet šestinápravové lokomotivy řady 132, neměly DR žádnou jinou výkonnou motorovou lokomotivu pro osobní dopravu k dispozici.

### Snaha o zvýšení výkonu

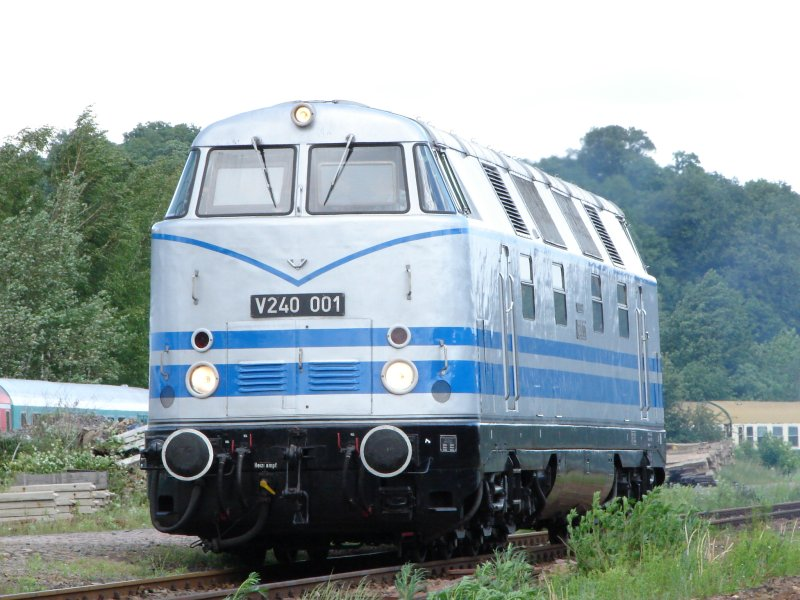
V 240 001

Již v roce 1965 byl výkon motorů lokomotivy V 180 202 zvýšením pracovních tlaků zvýšen na 1200 HP. Lokomotiva dostala označení V 240.001. Jednalo se jen o pokus a tak nepřekvapilo, že vydržely pouze 3 800 km. V roce 1966 dostala tato lokomotiva nové motory s vyšším zdvihem i objemem válců a testy pokračovaly. Zdálo se, že v roce 1970 by mohla být připravena sériová výroba, avšak ministerstvo těžkého strojírenství rozhodlo v roce 1968 o zastavení projektu a dovozu lokomotiv o výkonu 3 000 HP s elektrickým topením ze Sovětského svazu.
Přesto DR tuto myšlenku zcela neopustily. V roce 1973 dostala 118 373 nové motory o výkonu 1200 HP. Lokomotiva se osvědčila, měsíční běh dosahoval 22 000 km, proto začaly nové motory dostávat postupně prakticky všechny šestinápravové stroje řad 118.2–4. V roce 1981 byly přeznačeny na řady 118.6–8. Čtyřnápravové stroje 118.0 dostávaly v dílnách v Karl-Marx-Stadtu motory o výkonu 1000 HP a od roku 1981 jim byla přidělena řada 118.5.
Od června 1980 zkoušely DR na lokomotivě 118.405 (později 118.805) motory o výkonu 1500 HP. stejné motory byly později nasazeny i na 118.124 a 118.225. Intenzivní zkoušky pod vedením výzkumného ústavu v Halle pak probíhaly v letech 1983 – 1986 na lokomotivě 118.124. Svojí výkonovou charakteristikou se tato lokomotiva přiblížila podstatně těžší řadě 132. Vyřazena byla 26. října 1993 a předána železničnímu muzeu v Nördlingenu.

### Konec výroby
V roce 1970 opustil brány LOB poslední stroj této řady – 118.406. O rok později byla výroba lokomotiv zcela ukončena a závod dostal nové úkoly v oblasti výroby chladicí techniky. Původně měla výroba pokračovat v LEW Hennigsdorf, ale nakonec plánované hospodářství přisoudilo tomuto podniku jiné úkoly a další lokomotivy vzniklé vývojem z řady 118 – řada 119 byly vyráběny v Rumunsku.

### Konec provozu
V důsledku ropné krize počátkem 80. let 20. století nastal v NDR mohutný rozmach elektrizace železnic. Koncem 80. let, po pádu berlínské zdi nastal obecný útlum železniční dopravy. Mnoho lokomotiv řady 118 se tak stalo nadbytečnými. Koncem roku 1994 bylo ve stavu DB AG již jen 33 lokomotiv přejmenovaných mezitím na řadu 228, a to zejména na sklonově náročných tratích v Durynském lese. Ale i zde byly v roce 1995 nahrazeny řadou 213 DB, čímž tato řada u DB AG zanikla. Některé lokomotivy jsou dosud provozovány u soukromých dopravců.

## Popis

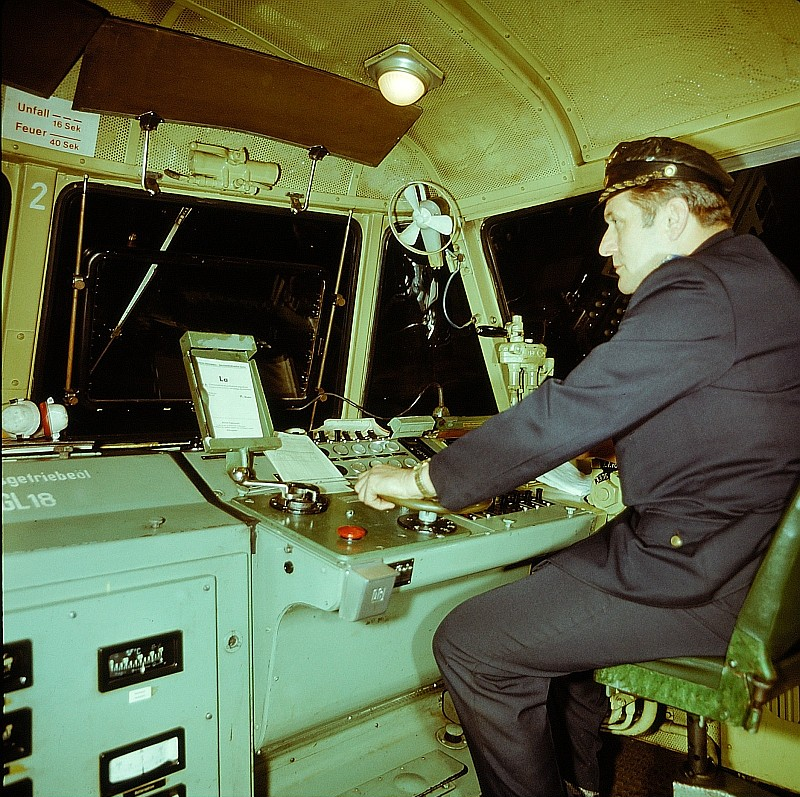
Stanoviště strojvedoucího

Lokomotiva je skříňová se dvěma stanovišti strojvedoucího. Hlavní rám je ve vylehčeném provedení. Bezprostředně za oběma stanovišti se nacházejí přeplňované naftové rychloběžné motory s válci do V typu 12KVD18/21 ve variantách A3 (1000 HP), AL4 (1200 HP) nebo AL5 (1500 HP). Za motory směrem ke středu strojovny jsou umístěny chladicí agregáty z produkce firmy VEB Kühlautomat Berlin-Johannisthal a uprostřed strojovny se nachází parní generátor vlakového topení typu Köthen. Tříměničové převodovky jsou umístěny pod stanovišti strojvedoucího a k nim jsou přes příruby připojeny generátory proudu pro osvětlení a pro ventilátory chlazení. V těchto prostorech se nacházejí i elektricky poháněné kompresory. Uspořádání lokomotivy je značně podobné řadě V 200 DB.
Dvounápravové podvozky mají primární vypružení provedené pomocí pryžokovových prvků (Meggi) a sekundární listovými pružnicemi. Tyto podvozky nemají otočné čepy, jsou vedeny lichoběžníkově uspořádanými táhly. Třínápravové podvozky jsou oproti tomu klasické stavby s rozsochovým vedením dvojkolí a s otočnými čepy.

### Panoramatické kabiny

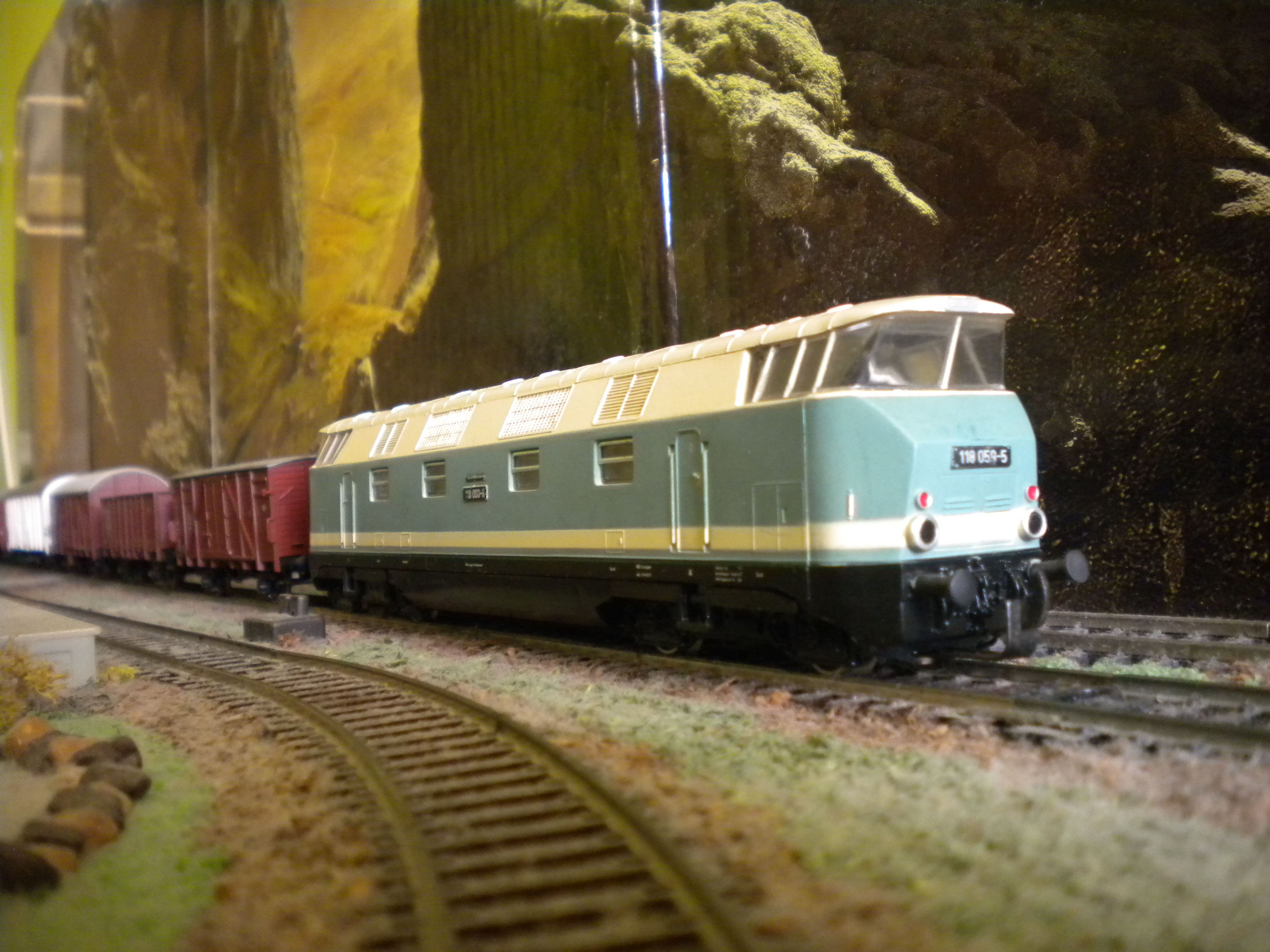
V 180 059

Aby nedocházelo k odleskům světla na čelních sklech, byly na lokomotivě V 200 1001 (později V 180.059) zkušebně dosazeny laminátové kabiny s čelními skly v negativním sklonu. Později byly tyto kabiny použity i na V 180 131 a V 180 203. První z nich byla vystavena na lipském veletrhu jako V 200 117. Zatímco 180 059 byla vyřazena v roce 1984, potkal tento osud ostatní dvě lokomotivy v letech 1989 a 1992.

### Rozlišení podskupin
- 118.0 – 4-nápravová, 2 × 900 PS, 120 km/h
- 118.1 – 4-nápravová, 2 × 1000 PS, 120 km/h
- 118.2-4 – 6-nápravová, 2 × 1000 PS, 120 km/h
- 118.5 – čtyřnápravová, rekonstrukce ze 118.0, 2 × 1000 PS, 120 km/h
- 118.6-8 – 6-nápravová, rekonstrukce ze 118.2-4, 2 × 1200 PS, 120 km/h
- V 240 001 – šestinápravová, 2 × 1200 PS; přeznačená na 118 202, nyní opět V 240 001 v depu Dopravního muzea v Drážďanech, jako 240 001 z výroby 140 km/h, jako 118 202 zpřevodována na 120 km/h
- 118 124 – čtyřnápravová, 2 × 1500 PS (motory 2× 12 KVD AL 5), 120 km/h

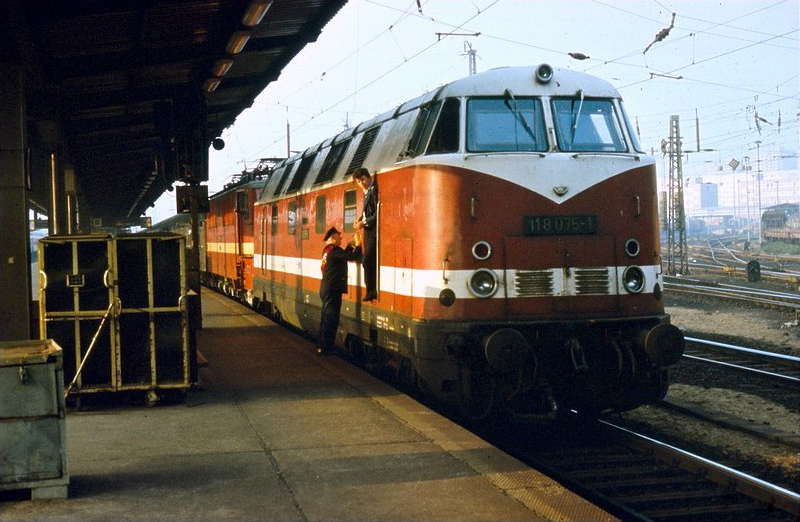
118.075
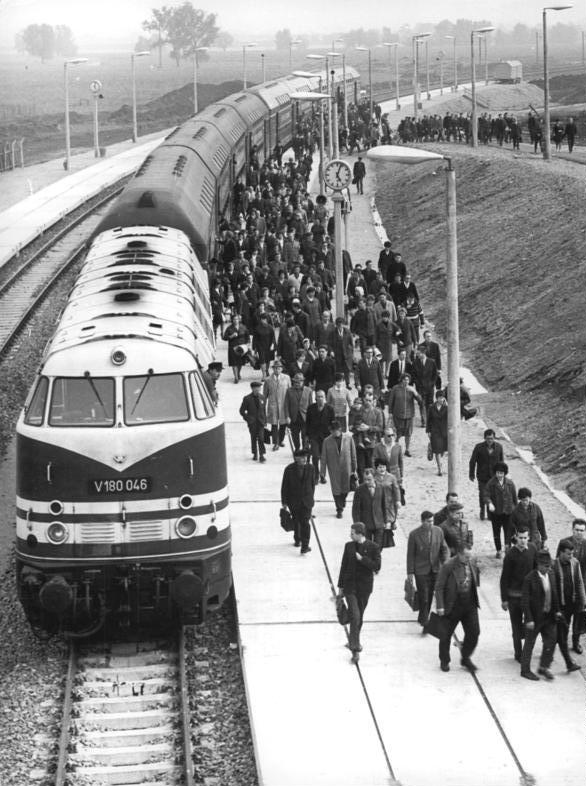
V 180 046 se dvěma patrovými jednotkami 9. června 1967 v Halle
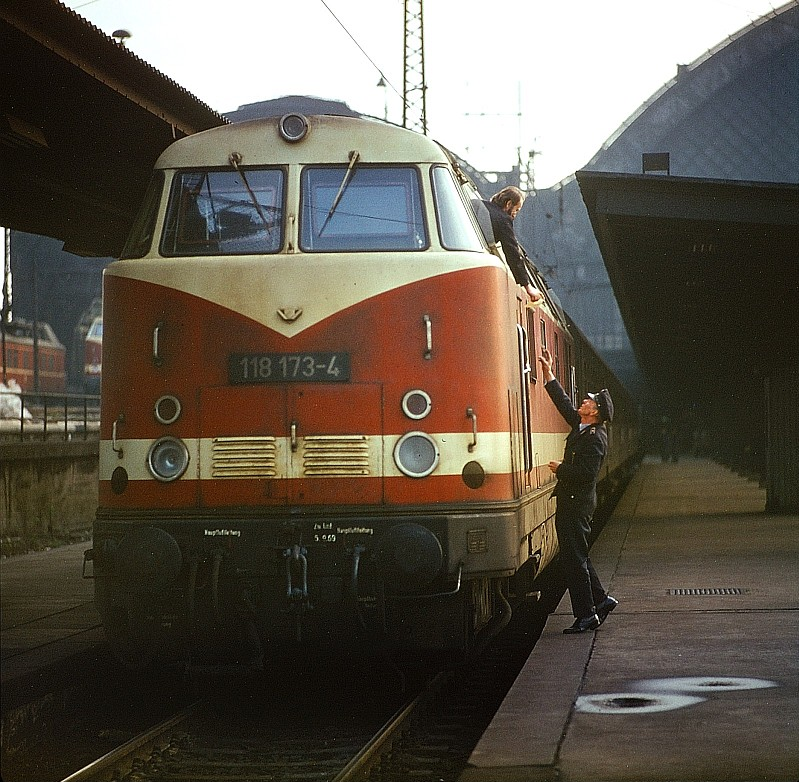
118 173-4 na hlavním nádraží v Drážďanech, 1972
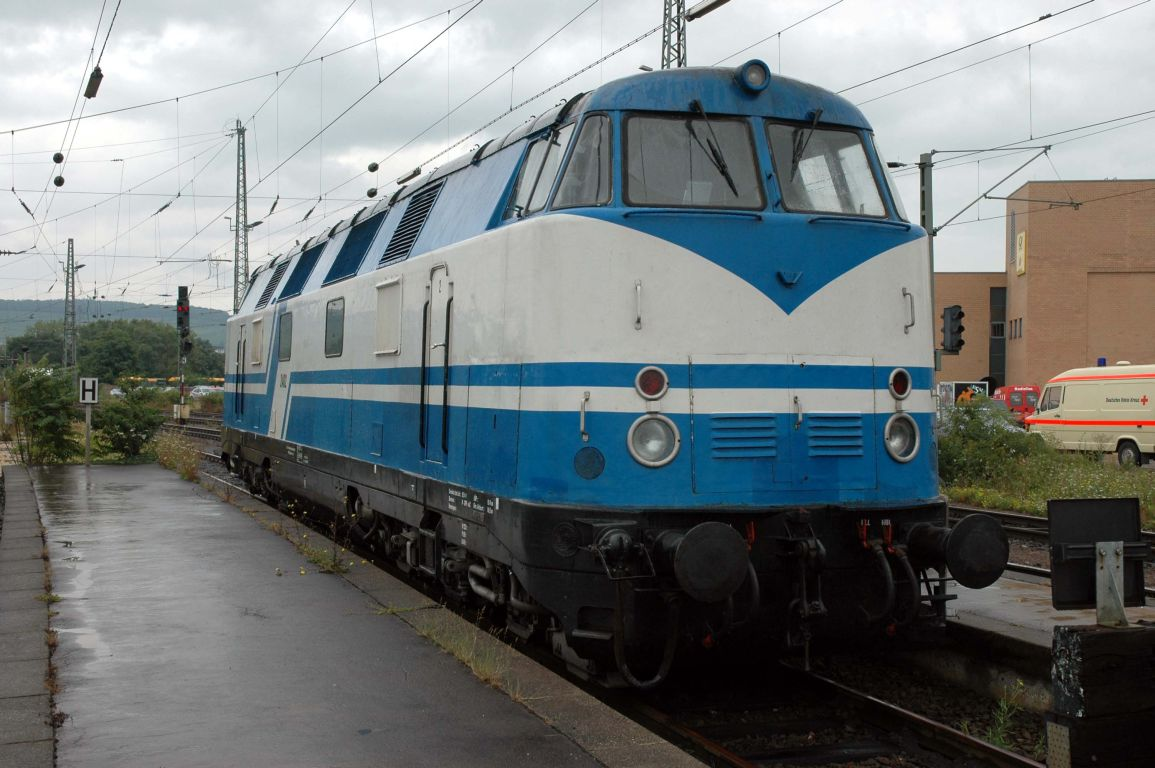
Bývalá 228 757 u soukromého dopravce (srpen 2005)
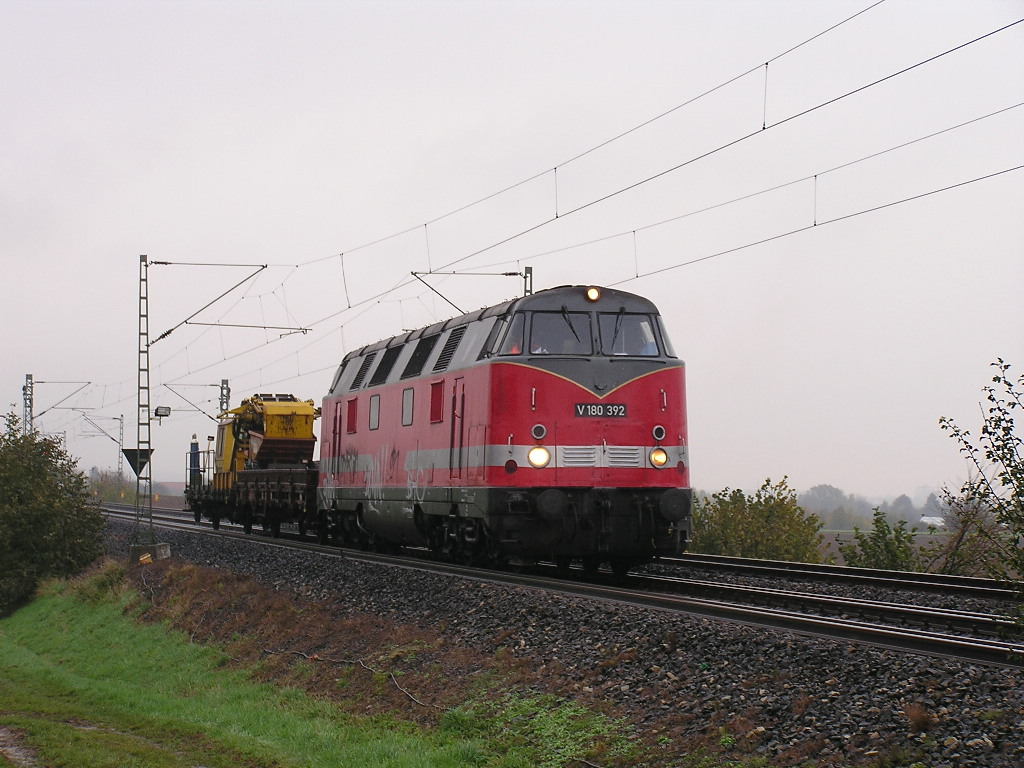
V 180 392 při stavebních pracích (2006)